# Saint-Angel (Puy-de-Dôme)
Saint-Angel é uma comuna francesa na região administrativa de Auvérnia-Ródano-Alpes, no departamento de Puy-de-Dôme. Estende-se por uma área de 17,89 km². Em 2010 a comuna tinha 454 habitantes (densidade: 25,4 hab./km²).